# Lotus Extrema
Lotus Extrema — двомісне 2-дверне спортивне купе британського марки Lotus Cars, у сумісному виконанні італійської тюнінговою компанії UK Garage, яка спеціалізується на модифікації спортивних автомобілів в основному британських виробників, та матеріалів фірми Composite Worx з Бергамо (кузов). 
За своїми кондиціями наближається до класу суперкарів.
Автомобіль є результатом переробки базової моделі Lotus Exige Mark I, яка була значно змінена, щоб прийняти різні варіанти V6 і V8 двигунів. Зміни композитного кузова з карбону та кевлару включають в себе більш широка колію і на 20 см (7,8 дюйма) подовжену колісну базу. Загальна вага в залежності від моторного варіанту - від 750 кг версії Extrema Light - до 970 кг з двигуном V8.

## Версія V8
Двигун LS9 від американської моделі Chevrolet Corvette ZR1
Потужність649 к.с. / 484 кВ
Трансмісія6-ступінчата механічна КПП, задній привід (RWD, Rear-wheel drive)
Прискорення
- 0-100 км/г (62 миль/г) = 2,8 сек.
- 0-161 км/г (100 миль/г) = 7,0 сек.

Максимальна швидкість322 км/г
Стартова ціна€66,000